# Sisyranthus
Sisyranthus es un género de fanerógamas de la familia Apocynaceae. Contiene 14 especies. Es originario de Sudáfrica.

## Descripción
Son plantas herbáceas erguidas perennes que alcanzan los 25 cm de alto, con o sin baja densidad de ramificado, ortótropo; con el látex incoloro; con delgadas raíces fusiformes. Los brotes glabros o densamente pubescentes en toda su superficie. Las hojas pecioladas o sésiles, de propagación horizontal;  herbáceas, lineales, adaxialmente glabras o densamente pubescentes.
Las inflorescencias son terminales o extra-axilares con 2-20-de flores, hasta 20 flores abiertas de forma simultánea, simples, laxas, pedunculadas o subsésiles, los pedicelos glabros o escasamente pubescentes a lo largo de una sola línea.

## Taxonomía
El género fue descrito por Ernst Heinrich Friedrich Meyer y publicado en Commentariorum de Plantis Africae Australioris 197. 1838.

## Especies
| - Sisyranthus anceps Schltr. - Sisyranthus barbatus N.E.Br. - Sisyranthus compactus N.E.Br. - Sisyranthus fanninii N.E.Br. - Sisyranthus franksiae N.E.Br. - Sisyranthus imberbis Harv. - Sisyranthus macer Schltr. - Sisyranthus randii S.Moore - Sisyranthus rhodesicus Weim. - Sisyranthus rotatus Schltr. - Sisyranthus saundersiae N.E.Br. - Sisyranthus schizoglossoides Schltr. - Sisyranthus trichostomus K.Schum. - Sisyranthus virgatus E.Mey. |